# Karisimbi
Der Karisimbi ist ein schlafender Vulkan der Virunga-Vulkankette und die höchste Erhebung von Ruanda. Mit 4507 m Höhe ist der Karisimbi der höchste der acht Gipfel der Bergkette, die ein Teil des Ostafrikanischen Grabenbruches ist.
Der Name Karisimbi kommt wahrscheinlich von dem Wort isimbi, das auf Kinyarwanda „kleine weiße Muschel“ bedeutet. Dies ist eine Anspielung auf die weiße Schneekappe, die manchmal auf dem hohen Vulkan liegt.
Zwischen dem Karisimbi und dem Visoke liegt das Karisoke-Forschungszentrum (Karisoke Research Center). Dort lebte Dian Fossey von 1967 bis zu ihrem Tod 1985, um die Berggorillas, die nur noch in dieser Gegend vorkommen, zu beobachten und zu erforschen.